# Halloween (filme de 1978)
Halloween (prt: Halloween - O Regresso do Mal; bra: Halloween - A Noite do Terror) é um filme slasher americano de 1978 dirigido por John Carpenter, coescrito pela produtora Debra Hill e estrelado por Donald Pleasence e Jamie Lee Curtis. O enredo é situado na cidade fictícia de Haddonfield, Illinois. Na noite de dia das bruxas, em 1963, um menino de seis anos, Michael Myers, vestido em um traje de palhaço assassina sua irmã mais velha, após esfaqueá-la com uma faca de cozinha. Quinze anos depois, Michael foge do hospital psiquiátrico, voltando para sua cidade natal, e persegue Laurie Strode e seus amigos. O psiquiatra de Michael, Dr. Sam Loomis, suspeita das intenções dele e segue-o para Haddonfield para tentar impedi-lo.
As filmagens aconteceram no sul da Califórnia em maio de 1978, antes da estreia em outubro, onde arrecadou 70 milhões de dólares, tornando-se um dos filmes independentes mais rentáveis. Primeiramente elogiado pela direção de Carpenter, muitos creditam o filme como o primeiro de uma longa linha de filmes de terror inspirados em Psycho (1960), de Alfred Hitchcock. Alguns críticos de filmes têm sugerido que Halloween pode incentivar o sadismo e a misoginia pelo público que se identifica com seu vilão. Outros críticos sugeriram que o filme é uma crítica social à imoralidade dos jovens e adolescentes na América dos anos 70, com muitas das vítimas de Myers sendo usuárias de substâncias sexualmente promíscuas, enquanto a heroína é descrita como inocente e pura. Carpenter rejeita tais análises.
Halloween gerou uma franquia de filmes composta por onze filmes que ajudaram a construir uma extensa história de fundo para o antagonista Michael Myers, às vezes divergindo narrativamente inteiramente das histórias [dos filmes] anteriores. Uma refilmagem foi lançada em 2007, que foi seguido por uma sequência em 2009. A décima primeira sequência, que serve como uma continuação direta do filme original que retrata todas as sequências anteriores, foi lançada em 2018. Além disso, um jogo de vídeo e uma série de quadrinhos foram baseados no filme. Em 2006, o filme foi selecionado para preservação no National Film Registry dos Estados Unidos pela Biblioteca do Congresso como sendo "cultural, histórica ou esteticamente significante."

## Enredo
Na noite de dia das bruxas de 1963 na pequena cidade de Haddonfield, Illinois, Michael Myers um garoto de 6 anos, fantasiado de palhaço, assassina sua irmã mais velha, Judith Myers, com uma enorme faca de cozinha. Quinze anos depois, na véspera de dia das bruxas de 1978, Michael escapa do hospício onde estava preso desde o assassinato. Ele rouba o carro que estava destinado a levá-lo a uma audiência judicial, cuja intenção era de que ele nunca fosse solto.
No dia seguinte, Michael, agora com 21 anos, vestido com um macacão e o rosto coberto com uma máscara, volta para Haddonfield e começa a perseguir Laurie Strode, uma colegial de 17 anos. Laurie, que sente a impressão de estar sendo seguida, avisa suas amigas Annie e Lynda, que ignoram suas preocupações. Mais tarde em sua casa, Laurie fica ainda mais assustada quando vê Michael observando seu quarto do quintal de seu vizinho. Enquanto isso, Dr. Loomis, o psiquiatra de Michael, que vinha cuidando de seu caso desde o assassinato de Judith, já tendo presumido que Michael voltou a Haddonfield, vai até o cemitério local, onde descobre que a lápide do túmulo de Judith Myers desapareceu. Loomis se encontra com Leigh Brackett, xerife de Haddonfield e lhe informa da situação e os dois saem juntos a procura de Michael.
A noite de dia das bruxas chega e Laurie está de babá de Tommy Doyle, enquanto Annie está de babá de Lindsay Wallace, do outro lado da rua da casa dos Doyle. Quando Paul, namorado de Annie telefona pedindo que ela venha busca-lo, Annie deixa Lindsay com Laurie. Ao entrar no carro para pegar Paul, Annie é estrangulada e tem a garganta cortada por Michael que estava escondido no banco traseiro. Na casa dos Doyle, enquanto faz uma brincadeira com Lindsay, Tommy vê Michael carregando o cadáver de Annie para dentro da casa dos Wallace e tenta avisar Laurie, que não entende quando ele diz que o "bicho-papão está lá fora" e acredita que tudo não passa de uma brincadeira de mau gosto dele. Alguns minutos depois, Lynda e seu namorado Bob chegam a casa dos Wallace e vão ter relações sexuais num dos quartos do andar de cima. Quando desce para pegar uma cerveja para Lynda, Bob é atacado por Michael que o mata, empalando ele na parede com uma faca. Em seguida, Michael fingindo ser Bob, veste uma fantasia de fantasma e vai até o quarto onde está Lynda. Irritada por Bob, que na verdade é Michael, não responder suas perguntas, Lynda liga para Laurie, mas não consegue dizer nada pois Michael a estrangula com o fio do telefone.
Assustada com os estranhos ocorridos, Laurie coloca Tommy e Lindsay na cama e vai até a casa dos Wallace checar se está tudo bem. Lá ela descobre os corpos de Annie, Bob e Lynda. De repente, Michael surge e a ataca, fazendo com que ela caia escada abaixo. Apesar de ferida, Laurie se recupera e consegue escapar da casa. Ela grita por socorro, mas sem sucesso. Voltando para casa dos Doyle, Laurie se da conta de que perdeu as chaves e a porta está trancada. Ao ver Michael se aproximando, Laurie entra em pânico e começa a gritar por Tommy, que felizmente chega a tempo de abrir a porta. Laurie manda Tommy se esconder e descobre que os telefones estão mudos e que Michael entrou por uma janela. Assustada ela se senta no sofá e fica apreensiva. Michael surge por trás do sofá e tenta esfaqueá-la, porém ela se esquiva e crava uma agulha de tricô em seu pescoço. Michael cai e parece estar morto.
Laurie sobe até o andar de cima e diz as crianças que matou o "bicho-papão", porém Michael surge mais uma vez. Laurie ordena que as crianças se escondam e corre para um dos quartos, onde abre as janelas para simular uma fuga e se esconde no guarda roupa. Mas o truque não funciona e Michael começa a destruir o guarda roupa para chegar até ela. Laurie inverga um cabide e finca no olho de Michael que atordoado derruba a faca, a qual Laurie apanha e a crava em seu peito. Michael cai e parece finalmente estar morto. Laurie manda Tommy e Lindsay pedirem ajuda e não vê Michael recuperar a consciência. Loomis, que está vagando pelas ruas, ainda a procura de Michael, vê as crianças correndo assustadas da casa e entra lá para ver se está tudo bem. Michael tenta estrangular Laurie, mas Loomis chega a tempo de salva-la, Loomis dispara seis tiros em Michael que cai da varanda do quarto. Chorando, Laurie pergunta se era o "bicho-papão" e Loomis responde que de uma certa forma era sim. Porém, ao olhar de novo da varanda para o gramado, vê que Michael não está mais lá.

## Elenco
- Donald Pleasence como Dr. Sam Loomis
- Jamie Lee Curtis como Laurie Strode
- Nick Castle como Michael Myers / The Shape
  - Tony Moran como Michael Myers (sem máscara)
  - Will Sandin como Michael Myers (6 anos de idade)
- P.J. Soles como Lynda Van Der Klok
- Nancy Loomis como Annie Brackett
- Charles Cyphers como Sheriff Leigh Brackett
- Kyle Richards como Lindsey Wallace
- Brian Andrews como Tommy Doyle
- John Michael Graham como Bob Simms
- Nancy Stephens como Marion Chambers
- Arthur Malet como Angus Taylor
- Mickey Yablans como Richie Castle
- Brent Le Page como Lonnie Elam
- Adam Hollander como Keith
- Sandy Johnson como Judith Margaret Myers
- David Kyle as Danny Hodges
- Peter Griffith como Morgan Strode
- Robert Phalen como Dr. Terence Wynn

## Produção

### Concepção
Depois de assistir ao filme de Carpenter, Assault on Precinct 13 (1976) no Festival de Milão, o produtor de cinema independente Irwin Yablans e o financista Moustapha Akkad procuraram Carpenter para dirigir um filme para eles sobre um assassino psicótico que perseguia babás. Em uma entrevista à revista Fangoria, Yablans declarou: "Eu estava pensando no que faria sentido no gênero horror, e o que eu queria fazer era criar um filme que tivesse o mesmo impacto que The Exorcist." Carpenter concordou em dirigir o filme, dependendo de ele ter total controle criativo, e recebeu 10 mil dólares por seu trabalho, que incluía escrever, dirigir e pontuar o filme. Ele e sua então namorada Debra Hill começaram a escrever uma história originalmente intitulado de The Babysitter Murders. Yablans sugeriu subsequentemente localizar o filme na noite de dia das bruxas e o nomeou de Halloween preferivelmente, a que Carpenter concordou e desenvolveu a história. Carpenter disse do conceito básico: "Noite de dia das bruxas. Nunca foi o tema de um filme. A minha ideia era fazer um bom e velho filme de casa assombrada."

### Roteiro
Levou aproximadamente 10 dias para escrever o roteiro. Yablans e Akkad cederam a maior parte do controle criativo aos escritores Carpenter e Hill (que Carpenter queria como produtora), mas Yablans sugeriu várias ideias. De acordo com uma entrevista de Hill para Fangoria, "Yablans queria que o roteiro fosse escrito como um programa de rádio, com 'vaias' a cada 10 minutos." Pela recordação de Hill, o roteiro levou três semanas para ser escrito, e grande parte da inspiração por trás da trama veio das tradições celtas do dia das bruxas, tais como o festival de Samhain. Embora Samhain não seja mencionado na trama do primeiro filme, Hill afirma que:
...a ideia era que não se podia matar o mal, e foi assim que surgiu a história. Voltamos à velha ideia de Samhain, que o dia das bruxas foi a noite em que todas as almas são libertadas para causar estragos na vida dos vivos e, em seguida, surgiu a história do garoto mais malvado que já viveu. E quando John veio com essa fábula de uma cidade com um segredo sombrio de alguém que já viveu lá, e agora que o mal voltou, foi isso que fez Halloween funcionar.

Eu conheci essa criança de seis anos com esse rosto pálido, sem emoção e os olhos mais negros; os olhos do diabo... eu percebi que o que estava vivendo atrás dos olhos daquele garoto era pura e simplesmente... maldade.

— A descrição de Loomis do jovem Michael, foi inspirada pela experiência de John Carpenter com um paciente mental da vida real.
Hill, que tinha trabalhado como babá durante sua adolescência, escreveu a maioria do diálogo das personagens femininas, enquanto Carpenter redigiu as falas de Loomis sobre a falta de alma de Michael Myers. Muitos detalhes do roteiro foram extraídos das próprias origens e carreiras de Carpenter e Hill: a cidade fictícia de Haddonfield, Illinois, foi derivada de Haddonfield, Nova Jérsei, onde Hill foi criada, enquanto vários nomes de ruas foram retirados da cidade natal de Carpenter, Bowling Green, Kentucky. Laurie Strode era alegadamente o nome de uma das antigas namoradas do Carpenter, enquanto Michael Myers era o nome de um produtor inglês que já tinha ido, com Yablans, em vários festivais de cinema europeus. A homenagem é prestada a Alfred Hitchcock com nomes de dois personagens: Tommy Doyle recebeu o nome do Thomas J. Doyle (Wendell Corey) de Rear Window (1954), e o nome do Dr. Loomis foi derivado de Sam Loomis (John Gavin) de Psycho, o namorado de Marion Crane (Janet Leigh, que é a mãe na vida real de Jamie Lee Curtis). O xerife Leigh Brackett que tem o nome de uma roteirista de Hollywood e colaboradora frequente de Howard Hawks.
Ao elaborar a história de fundo para o vilão do filme, Michael Myers, Carpenter recorreu ao folclore da "casa assombrada" que existe em muitas pequenas comunidades americanas: "A maioria das cidades pequenas tem uma espécie de história de casa assombrada de um tipo ou de outro", disse ele. "Pelo menos é nisso que os adolescentes acreditam. Há sempre uma casa no final da rua onde alguém foi morto, ou onde enlouqueceu." A inspiração de Carpenter para o "mal" que Michael encarnava veio de uma visita que ele havia feito durante a faculdade a uma instituição psiquiátrica em Kentucky. Lá, ele visitou uma ala com seus colegas de classe de psicologia, onde "os pacientes mais sérios e doentes mentais" eram mantidos. Entre esses pacientes estava um adolescente que possuía um "olhar esquizofrênico" em branco. A experiência de Carpenter inspirou a caracterização que Loomis deu de Michael ao xerife Brackett no filme. Debra Hill declarou a cena em que Michael mata o pastor alemão dos Wallaces foi feita para demostrar como ele é "realmente mau e mortal".
A cena final de Michael sendo baleado seis vezes e depois desaparecendo depois de cair da varanda, tinha o objetivo de aterrorizar os espectadores. Carpenter tentou manter o público adivinhando quem realmente era Michael Myers – ele se foi e em todos os lugares ao mesmo tempo; ele é mais do que humano; ele pode ser sobrenatural e ninguém sabe como ele ficou assim. Para Carpenter, manter o público adivinhando era melhor do que explicar o personagem com "ele é amaldiçoado por alguns..."
Carpenter descreveu Halloween como: "Verdadeira exploração grosseira. Eu decidi fazer um filme que eu adoraria ter visto quando criança, cheio de truques baratos como uma casa assombrada em uma feira onde você anda pelo corredor e as coisas saltam para você."

### Escolha de elenco

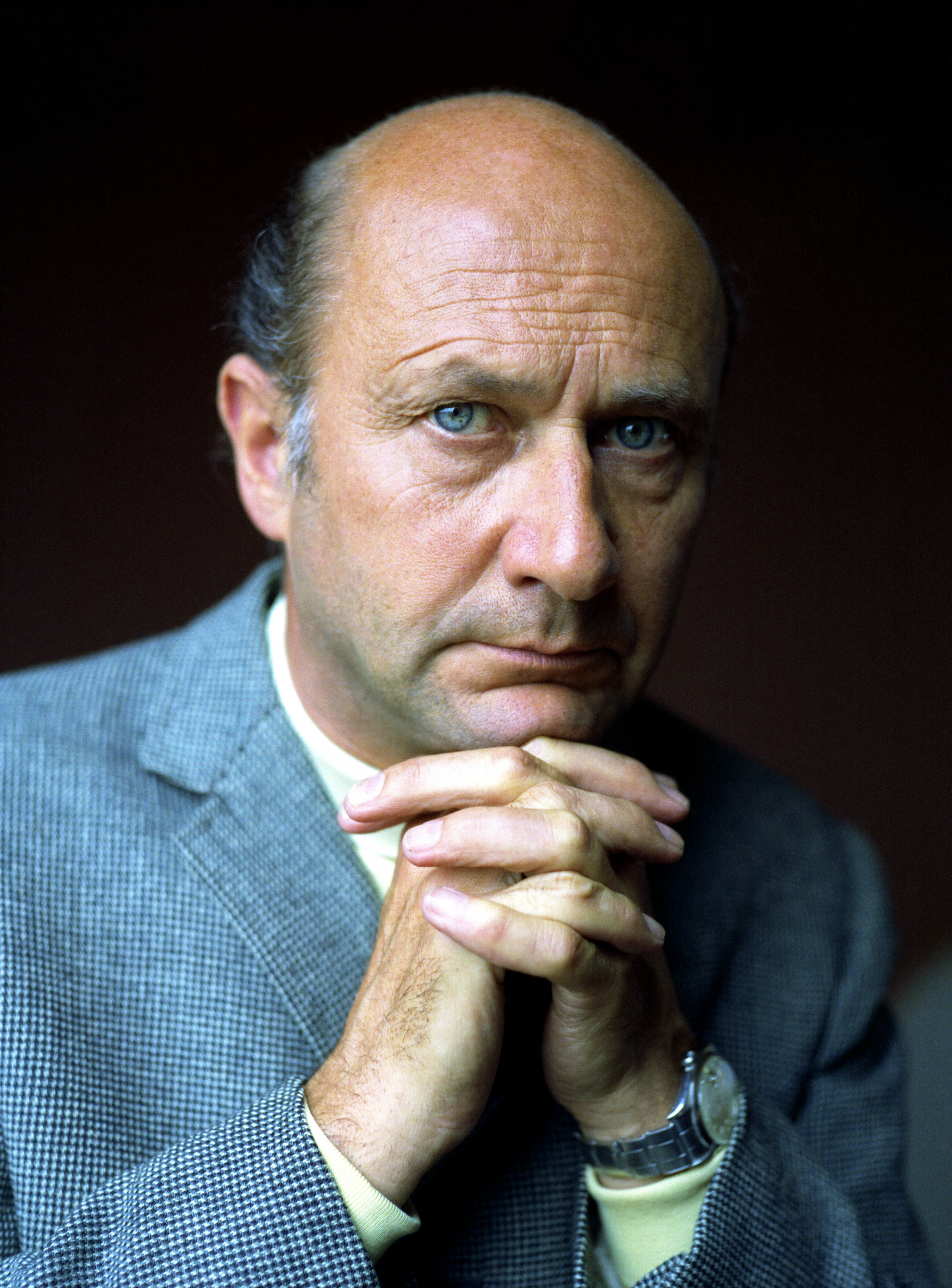
Donald Pleasence interpreta o Dr. Sam Loomis, o herói do filme.

O elenco de Halloween incluía o ator veterano Donald Pleasence e a então desconhecida atriz Jamie Lee Curtis. O baixo orçamento limitou o número de grandes nomes que Carpenter poderia convidar para atuar no filme, e a maioria dos atores receberam pouco dinheiro por seus papéis. Pleasence recebeu 20,000 mil dólares sendo o valor mais alto, Curtis recebeu 8,000 mil dólares e Nick Castle ganhava 25 dólares por dia. O papel do Dr. Loomis foi originalmente destinado a Peter Cushing, que havia recentemente aparecido como Grand Moff Tarkin em Star Wars (1977); o agente de Cushing rejeitou a oferta de Carpenter devido ao baixo valor oferecido. Christopher Lee foi procurado para o papel, que também recusou, embora mais tarde o ator tenha dito a Carpenter e Hill que recusar o papel foi o maior erro que ele cometeu durante sua carreira. Yablans então sugeriu Pleasence, que concordou em estrelar porque sua filha Lucy, uma guitarrista, tinha gostado da trilha sonora de Assault on Precinct 13.
Em uma entrevista, Carpenter admite que "Jamie Lee não foi a primeira escolha para Laurie. Eu não tinha ideia de quem ela era. Ela tinha 19 anos e estava em um programa de televisão na época, mas eu não assisto programas de televisão." Ele originalmente queria escalar Anne Lockhart, filha de June Lockhart de Lassie, como Laurie Strode. No entanto, Lockhart tinha compromissos com vários outros projetos de cinema e televisão. Hill diz que soube que Jamie Lee era filha da atriz de Psycho, Janet Leigh: "Eu sabia que lançar Jamie Lee seria uma grande publicidade para o filme, porque sua mãe estava em Psycho." Curtis foi escalada para o papel, pois sentia que se identificava mais com as outras personagens femininas: "Eu era muito esperta, e era líder de torcida no ensino médio, então [eu] senti-me muito preocupada por estar a ser considerada para a jovem mulher silenciosa e reprimida quando na verdade eu era muito parecida com as outras duas garotas."
Outra atriz relativamente desconhecida, Nancy Kyes (creditada no filme como Nancy Loomis), foi escalada como a amiga franca de Laurie, Annie Brackett, filha do xerife de Haddonfield Leigh Brackett (Charles Cyphers). Kyes tinha anteriormente estrelado em Assault on Precinct 13 (assim como Cyphers) e estava namorando o diretor de arte, Tommy Lee Wallace de Halloween, quando as filmagens começaram. Carpenter escolheu P. J. Soles para interpretar Lynda Van Der Klok, outra amiga de Laurie, mais lembrada no filme pelo seu diálogo com a palavra "totalmente". Soles era uma atriz conhecida por seu papel coadjuvante em Carrie (1976) e seu papel menor em The Boy in the Plastic Bubble (1976). Segundo Soles, ela foi informada depois de ser escalada que Carpenter havia escrito o papel com ela em mente. O então marido de Soles, o ator Dennis Quaid, foi escalado para o papel de Bob Simms, o namorado de Lynda, mas não pôde interpretar o personagem devido a compromissos de trabalho anteriores.
O papel de "The Shape" — o personagem mascarado de Michael Myers foi creditado nos créditos finais — sendo interpretado por Nick Castle, que era amigo de Carpenter enquanto frequentavam a Universidade da Califórnia do Sul. Depois de Halloween, Castle tornou-se diretor, dirigindo filmes como The Last Starfighter (1984), The Boy Who Could Fly (1986), Dennis the Menace (1993) e Major Payne (1995). Tony Moran interpretou Michael sem máscara no final do filme. Moran era um ator que passava por dificuldades financeiras antes de conseguir o papel. Na época, ele tinha um emprego no Hollywood and Vine, vestido como Frankenstein. Moran tinha o mesmo agente que sua irmã, Erin, que interpretou Joanie Cunningham em Happy Days. Quando Moran foi fazer o teste para o papel de Michael, se encontrou para uma entrevista com Carpenter e Yablans. Mais tarde, ele recebeu uma ligação e foi informado que havia conseguido o papel. Moran recebeu 250 dólares pela sua aparição. Will Sandin interpretou Michael quando criança no início do filme. Carpenter também deu a voz a Paul, namorado de Annie, mais não foi creditado.

### Filmagens
Akkad concordou em ceder 300 mil dólares para o orçamento do filme, que era considerado baixo na época. O filme anterior de Carpenter, Assault on Precinct 13, tinha um orçamento estimado de 100 de mil dólares. Akkad se preocupou com a agenda [apertada] das filmagens de quatro semanas, o baixo orçamento e a experiência limitada de Carpenter como cineasta, mas disse em entrevista a Fangoria: "Duas coisas fizeram-me decidir. Uma, Carpenter contou-me a história verbalmente e cheio de suspense, igualmente a frames de vídeo. Em segundo lugar, ele me disse que não queria pagar nenhuma taxa, e isso mostrou que tinha confiança no projeto". Carpenter recebeu 10 mil para dirigir, escrever e compor a música, mantendo direitos a 10% dos lucros do filme.

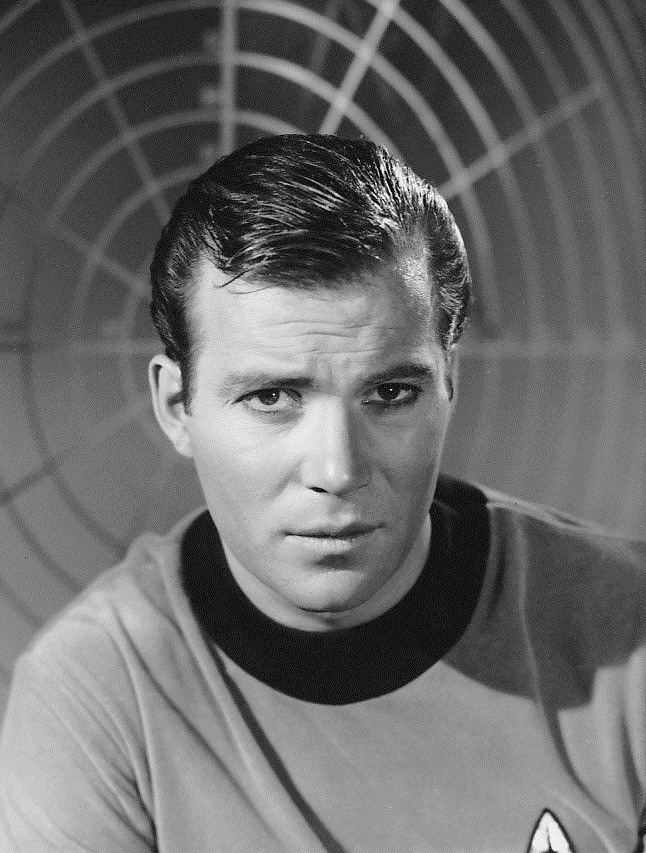
O designer de produção Tommy Lee Wallace usou uma máscara modelada a partir do Capitão Kirk da série Star Trek (foto), fazendo várias modificações, como pintando de branco, alargando os olhos e alterando o cabelo.

Por causa do baixo orçamento, o figurino e os adereços eram muitas vezes criados a partir de itens disponíveis ou que podiam ser comprados a baixo custo. Carpenter contratou Tommy Lee Wallace como designer de produção, diretor de arte, locatário e co-editor. Wallace criou a máscara de marca registrada usada por Michael Myers durante todo o filme do Capitão Kirk, comprada a partir de 1,98 dólar de uma loja de fantasias em Hollywood Boulevard. Carpenter lembrou como Wallace "ampliou os buracos nos olhos e pintou com spray a máscara de um branco azulado. No roteiro, dizia que a máscara de Michael Myers tinha "as características pálidas de um rosto humano" e era verdadeiramente assustadora. Só consigo imaginar o resultado se não tivessem pintado a máscara de branco." Hill acrescenta que "a ideia era torná-lo quase sem humor, sem rosto — esse tipo de visão pálida que poderia parecer com um humano ou não." Muitos dos atores usavam suas próprias roupas, e as roupas de Curtis foi comprado na J.C. Penney por cerca de 100 dólares. Wallace descreveu o processo de filmagem como exclusivamente colaborativo, com os membros do elenco muitas vezes ajudando a mover equipamentos, câmeras e ajudando a facilitar as configurações.
Halloween foi filmado em 20 dias durante um período de quatro semanas em maio de 1978. Grande parte das filmagens foi concluída usando uma Steadicam, uma nova câmera que permitiu aos cineastas moverem-se suavemente pelos lugares. Os locais de filmagem incluíam várias localidades da Califórnia tais como: South Pasadena; Garfield Elementary School em Alhambra; e o cemitério de Sierra Madre. Uma casa abandonada pertencente a uma igreja figurava como a residência dos Myers. Duas casas na avenida Orange Grove (perto de Sunset Boulevard) em Hollywood foram usadas para o clímax do filme, pois a rua tinha poucas palmeiras, e assim se assemelhavam a uma rua do meio-oeste. Algumas palmeiras, no entanto, são visíveis nas cenas anteriores do filme. A equipe teve dificuldade em encontrar abóboras na primavera, e folhas artificiais tiveram que ser reutilizadas em várias cenas. As famílias locais vestiram seus filhos em fantasias de dia das bruxas para cenas onde pedem de "gostosuras ou travessuras".
Carpenter trabalhou com o elenco para criar o efeito desejado de terror e suspense. Segundo Curtis, Carpenter criou um "medidor de medo" porque o filme foi filmado fora de sequência e ela não tinha certeza qual deveria ser o nível de medo de seu personagem em certas cenas. "Aqui temos um 7, temos um 6, e a cena que vamos filmar hoje à noite é de 9⁠1/2⁠", lembrou Curtis. Ela tinha expressões faciais diferentes e gritava a cada tom de medida para cada nível no medidor. A direção de Carpenter para Castle em seu papel como Myers foi mínima. Por exemplo, quando Castle perguntou qual era a motivação de Myers para uma determinada cena, Carpenter respondeu que sua motivação era andar de um marcador para outro e "não agir". Pelo relato de Carpenter, a única direção que ele deu a Castle foi durante a sequência do assassinato de Bob, na qual ele disse a Castle para inclinar a cabeça e examinar o cadáver como se "fosse uma coleção de borboletas."

### Trilha sonora
Halloween é a trilha sonora do filme homônimo, composto e interpretado por John Carpenter. Foi lançado no Japão em 1979 através da Columbia Records e nos Estados Unidos em 1983 através de Varèse Sarabande. Uma edição comemorativa do 20º aniversário foi lançada em 1998 pela Varèse Sarabande. Em 2018, um LP foi lançado pela Mondo Records que pela primeira vez apresenta as canções como originalmente ouvida nos cinemas e nos primeiros lançamentos em VHS do filme.
Na falta de uma trilha sonora sinfônica, a trilha sonora do filme consiste de uma melodia de piano tocada em um compasso de 10/8 ou "complexo de 5/4" composto e tocado pelo diretor Carpenter, admitindo que a música foi inspirada em Suspiria de Dario Argento (que também influenciou o esquema de cores ligeiramente surrealista do filme) e The Exorcist de William Friedkin. Carpenter levou três dias para compor toda a trilha sonora do filme. Além do sucesso comercial e crítico do filme, o "Halloween Theme", de autoria de Carpenter, tornou-se reconhecível além do filme. O crítico James Berardinelli relaciona a trilha sonora de "relativamente simples e sem sofisticação", mas admite que "a música de Halloween é um dos seus ativos mais fortes". Carpenter disse em uma entrevista: "Eu posso tocar praticamente qualquer teclado, mas não posso ler ou escrever uma nota." No final dos créditos, Carpenter se considera a "Bowling Green Philharmonic Orchestra" por apresentar a trilha sonora do filme, mas recebeu assistência do compositor Dan Wyman, professor de música da Universidade Estadual de San Jose. Algumas canções podem ser ouvidas no filme, sendo uma delas uma canção sem título, interpretada por Carpenter e um grupo de amigos que formaram uma banda chamada The Coupe De Villes. Outra canção que aparece no filme, "(Don't Fear) The Reaper" da clássica banda de rock, Blue Öyster Cult.

#### Lista de faixas
Todas as músicas compostas por John Carpenter.
| Lançamento de 1983 |                                |         |  |
| N.º                | Título                         | Duração |  |
| 1.                 | "Halloween Theme – Main Title" | 2:54    |  |
| 2.                 | "Laurie's Theme"               | 2:05    |  |
| 3.                 | "Shape Escapes"                | 1:42    |  |
| 4.                 | "Myers' House"                 | 5:35    |  |
| 5.                 | "Michael Kills Judith"         | 3:11    |  |
| 6.                 | "Loomis and Shape's Car"       | 3:32    |  |
| 7.                 | "The Haunted House"            | 3:33    |  |
| 8.                 | "The Shape Lurks"              | 1:35    |  |
| 9.                 | "Laurie Knows"                 | 3:01    |  |
| 10.                | "Better Check the Kids"        | 3:27    |  |
| 11.                | "The Shape Stalks"             | 3:08    |  |
| Duração total:     | Duração total:                 | 33:43   |  |

| Edição do 20º aniversário |                                         |         |  |
| N.º                       | Título                                  | Duração |  |
| 1.                        | "Halloween Theme"                       | 2:21    |  |
| 2.                        | "Halloween 1963"                        | 3:11    |  |
| 3.                        | "The Evil Is Gone!"                     | 4:08    |  |
| 4.                        | "Halloween 1978"                        | 2:50    |  |
| 5.                        | "The Boogeyman Is Coming"               | 0:40    |  |
| 6.                        | "The Shape"                             | 1:43    |  |
| 7.                        | "The Hedge"                             | 1:35    |  |
| 8.                        | "He Came Home"                          | 2:40    |  |
| 9.                        | "Trick or Treat"                        | 0:39    |  |
| 10.                       | "The Haunted House"                     | 1:43    |  |
| 11.                       | "The Devil's Eyes"                      | 1:39    |  |
| 12.                       | "The Boogeyman Is Outside"              | 1:27    |  |
| 13.                       | "Damn You for Letting Him Go!"          | 1:34    |  |
| 14.                       | "Empty Street"                          | 0:33    |  |
| 15.                       | "See Anything You Like?"                | 2:22    |  |
| 16.                       | "Lock the Door"                         | 2:53    |  |
| 17.                       | "He's Here?"                            | 0:55    |  |
| 18.                       | "Light's Out"                           | 2:49    |  |
| 19.                       | "Cut It Out"                            | 1:19    |  |
| 20.                       | "Tombstone"                             | 1:19    |  |
| 21.                       | "The Shape Stalks Laurie"               | 1:35    |  |
| 22.                       | "Turn Around"                           | 0:33    |  |
| 23.                       | "Unlock the Door"                       | 2:53    |  |
| 24.                       | "The Hanger"                            | 3:04    |  |
| 25.                       | "Call the Police"                       | 0:28    |  |
| 26.                       | "Last Assault"                          | 1:34    |  |
| 27.                       | "Was It the Boogeyman?"                 | 0:32    |  |
| 28.                       | "End Credits/Halloween Theme (Reprise)" | 3:36    |  |
| Duração total:            | Duração total:                          | 51:51   |  |

| Edição do 40º aniversário |                             |         |  |
| N.º                       | Título                      | Duração |  |
| 1.                        | "Halloween Theme"           | 2:21    |  |
| 2.                        | "Michael Kills Judith"      | 3:38    |  |
| 3.                        | "Shape Escape"              | 1:40    |  |
| 4.                        | "Myers' House"              | 4:07    |  |
| 5.                        | "Shape in the Shadows"      | 2:47    |  |
| 6.                        | "Laurie's Theme"            | 2:31    |  |
| 7.                        | "Nightfall in Haddonfield"  | 3:04    |  |
| 8.                        | "Backyard"                  | 1:48    |  |
| 9.                        | "Killing Spree"             | 2:39    |  |
| 10.                       | "Run and Hide"              | 4:43    |  |
| 11.                       | "Love Death"                | 2:44    |  |
| 12.                       | "Shadowed Streets"          | 2:19    |  |
| 13.                       | "The Shape Stalking"        | 2:40    |  |
| 14.                       | "He's in the House"         | 4:14    |  |
| 15.                       | "Was it the Boogie Man"     | 1:07    |  |
| 16.                       | "Halloween Theme (Reprise)" | 3:36    |  |
| Duração total:            | Duração total:              | 45:58   |  |

## Lançamento

### Distribuição nos cinemas
Halloween estreou em 25 de outubro de 1978 no centro de Kansas City, Missouri, no teatro AMC Empire. A distribuição regional nas áreas metropolitanas de Filadélfia e Nova Iorque foi adquirida pela Aquarius Releasing. O filme teve sua estreia em Los Angeles em 27 de outubro de 1978, sendo exibido em 232 telas por um total de quatro semanas. Estreou em Pittsburgh, Pensilvânia, no mês seguinte, em 22 de novembro de 1978. O filme arrecadou 47 milhões de dólares nos Estados Unidos e mais 23 milhões de dólares internacionalmente, tendo um lucro total de 70 milhões de dólares, tornando-o um dos filmes independentes mais bem sucedidos de todos os tempos.
Em 7 de setembro de 2012, a página oficial do Facebook da série de filmes Halloween anunciou que o filme original seria relançado a partir de 25 de outubro de 2013, em comemoração ao 35º aniversário do filme em 2013. Um documentário foi exibido antes da exibição do filme, intitulado de You Can't Kill the Boogeyman: 35 Years of Halloween, escrito e dirigido pelo webmaster do HalloweenMovies.com, Justin Beahm.

### Direitos de exibição
Em 1980, os direitos de exibição para à televisão de Halloween foram vendidos para a NBC por cerca de 3 milhões de dólares. Depois de um debate entre Carpenter, Hill e as normas e práticas de transmissão da NBC sobre a censura de certas cenas, Halloween foi exibido na televisão pela primeira vez em outubro de 1981. Para acrescentar a duração de duas horas, Carpenter filmou doze minutos de material adicional durante a produção de Halloween II. As cenas filmadas incluem Dr. Loomis em uma revisão da diretoria do hospital sobre Michael Myers e Dr. Loomis conversando com Michael ainda com 6 anos de idade em Smiths Grove, dizendo a ele: "Enganaste-os, não foi, Michael? Mas eu não." Na outra cena extra, apresenta Dr. Loomis em Smiths Grove examinando a cela abandonada de Michael após sua fuga e vendo a palavra "irmã" arranhada na porta. Foi adicionada uma cena em que Lynda vai à casa de Laurie para pedir emprestada uma blusa de seda antes que Laurie saia, assim como Annie telefona para pedir a mesma blusa. A nova cena tinha o cabelo de Laurie escondido por uma toalha, já que Curtis estava então usando um penteado muito mais curto do que ela havia usado em 1978.
Em agosto de 2006, a Fangoria relatou que a Synapse Films havia descoberto caixas de negativos contendo cenas deletadas do filme. Um deles nomeados como "1981", sugerindo que eram cenas adicionais para a versão televisiva do filme. O proprietário da Synapse, Don May Jr. disse: "O que temos é praticamente todo o negativo da câmera original não utilizado em Halloween original de Carpenter. Felizmente, Billy [Kirkus] conseguiu encontrar esse material antes de ser destruído. A história de como conseguimos o negativo é longa, mas vamos guardá-la para quando formos capazes de mostrar os materiais de alguma forma. Kirkus deve ser elogiado por salvar o Santo Graal dos filmes de terror". Mais tarde, ele afirmou: "Acabamos de aprender com Sean Clark, um gênio de Halloween de longa data, que as cenas encontradas são apenas isso: cenas. Não há som em nenhum dos rolos até agora, já que nenhuma delas foi usada na edição final".

### Resposta crítica

#### Contemporâneos
No lançamento inicial, Halloween teve um bom desempenho com pouca publicidade, mas muitos críticos pareciam desinteressados ou desdenhosos do filme. Pauline Kael escreveu uma crítica contundente no The New Yorker sugerindo que "Carpenter não parece ter tido nenhuma vida fora dos filmes: pode-se traçar quase todas as ideias do cinema de diretores como Hitchcock e Brian De Palma para as produções de Val Lewton" e afirmando que "talvez quando um filme de terror é despido de tudo, menos de assombrações toscas — quando não se envergonha de reviver o mais robusto do gênero" (o lunático que escapou) — satisfaz parte dos espectadores de uma forma mais básica e infantil do que os filmes de terror atuais".

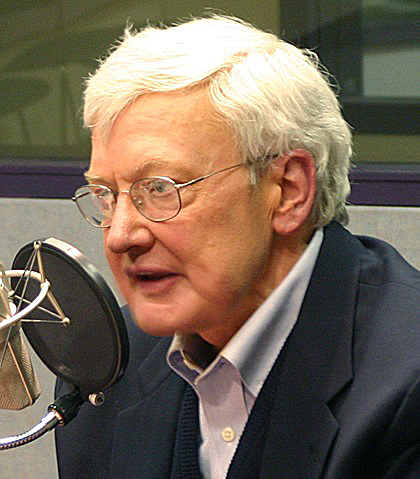
Roger Ebert, um crítico frequente de filmes slasher, elogiou o Halloween em seu lançamento

O Los Angeles Times considerou o filme um "thriller bem feito, mas vazio e mórbido", enquanto Bill von Maurer do The Miami Times sentia que era "surpreendentemente bom", observando: "Tomado em seu próprio nível, Halloween é um filme assustador – se você tem a idade certa e o humor certo." Susan Stark, do Detroit Free Press, classificou Halloween como um filme cult na época de seu lançamento, descrevendo-o como "temperamental ao extremo" e elogiando sua direção e música. Gene Siskel, do Chicago Tribune, deu ao filme três estrelas e meia de quatro e o chamou de "um thriller lindamente feito" que "funciona porque o diretor Carpenter sabe como impactar enquanto nos faz sorrir. A tensão é considerável. Mais de uma vez durante o filme eu olhei em volta só para ter certeza de que ninguém estranho estava sentado atrás de mim." Gary Arnold, do The Washington Post, foi negativo, escrevendo "Como há pouco desenvolvimento de personagens ou tramas para passar o tempo entre sequências de perseguição, a pessoa tende a desejar que o assassino continue com isso. Presumivelmente, Carpenter imagina que ele está construindo antecipações espontâneas, mas suas técnicas são tão transparentes e laboriosas que o resultado é atenuação ao invés de tensão". Lou Cedrone do The Baltimore Evening Sun referiu-se a ele como "tediosamente familiar" e cujo único elemento notável é "Jamie Lee Curtis, cuja atuação como a quarta vítima pretendida, está bem acima do resto do filme." Tom Allen do The Village Voice, elogiou o filme em sua crítica de novembro de 1978, observando-o como sociologicamente irrelevante, mas cedeu sua técnica semelhante a Hitchcock como eficaz e "a maneira mais honesta de fazer um bom filme schlock". Allen apontou as semelhanças estilísticas como Psycho e Night of the Living Dead (1968) de George A. Romero. John Simon do National Review descreveu Halloween como um filme trash.
No mês seguinte, o crítico Andrew Sarris da Voice escreveu um longa de acompanhamento sobre filmes cult, citando a avaliação de Allen sobre Halloween e escrevendo na frase principal que o filme "oferece justo para se tornar a descoberta do cult de 1978". Roger Ebert elogiou o filme de maneira semelhante em sua crítica de 1979 no Chicago Sun-Times, referindo-se a ele como "uma experiência visceral – não estamos a ver o filme, estamos a fazer com que nos aconteça. É assustador. Talvez você não goste de filmes que são realmente assustadores: Então não veja esse filme". Ebert também o selecionou como um de seus 10 melhores filmes de 1978.

#### Retrospectiva
Críticos outrora desdenhosos ficaram impressionados com a escolha de Carpenter de ângulos de câmera e música simples, e surpresos com a falta de sangue e violência gráfica.
No Rotten Tomatoes, o filme tem uma taxa de aprovação de 96% baseada em 68 críticas, com uma média de 8.69/10. O consenso crítico do site diz: "Assustador, suspensivo e visceralmente emocionante, Halloween estabeleceu o padrão para filmes de terror modernos". No Metacritic, o filme tem uma pontuação média ponderada de 81 em 100 com base em 12 críticos, indicando "aclamação universal". Muitos compararam o filme com o trabalho de Alfred Hitchcock, embora o TV Guide chame as comparações feitas com Psycho de "tolas e sem lógica" e alguns críticos no final dos anos 80 e no começo dos anos 90 culparam o filme por gerar o subgênero slasher, que eles sentiram ter rapidamente mergulhado em sadismo e misoginia. Estudiosos como Adam Rockoff contestam as descrições recorrentes de Halloween como abertamente violentas ou sangrentas, comentando que o filme é de fato "um dos filmes de terror mais contidos", mostrando muito pouca violência. Quase uma década após sua estreia, Mick Martin e Marsha Porter criticaram o jeito da fotografia do filme em primeira pessoa que os críticos anteriores elogiaram e, mais tarde, os diretores de slasher usaram para seus próprios filmes [por exemplo, em Friday the 13th de 1980]. Alegando que incentivou a identificação do público com o assassino, Martin e Porter apontaram para o modo como "a câmera se aproxima da vítima que grita, implora e 'olha' para a faca que a mergulha em seu peito. Sendo isso 'doentio'."
Anos após seu lançamento, Halloween goza de uma reputação como um clássico e é considerado por muitos como um dos melhores filmes de 1978.

### Home media
Desde seu lançamento, Halloween foi lançado em vários formatos de vídeo. As primeiras versões do VHS foram lançadas pela Media Home Entertainment. Esse lançamento posteriormente se tornou um item de colecionador, com uma cópia de 1979 sendo vendida no eBay por 13,220 mil dólares em 2013. Em 3 de agosto de 1995, a Blockbuster Video lançou uma edição comemorativa do filme em VHS. O filme foi lançado pela primeira vez em DVD nos Estados Unidos pela Anchor Bay Entertainment em 28 de outubro de 1998. Nos anos seguintes, a Anchor Bay relançou o filme em DVD em várias edições, entre elas uma "edição ampliada", lançada em 1999, que apresenta o lançamento original com as cenas que foram filmadas para a versão da televisão. No mesmo ano, a Anchor Bay lançou uma edição limitada em dois discos, que apresentava tanto a edição teatral quanto a "edição estendida". Em 2003, a Anchor Bay lançou uma "edição do 25º aniversário" em dois discos, com imagem e áudio melhorados, além de comentários de áudio de Carpenter, Curtis e Hill, entre outros recursos.
Em 2 de outubro de 2008, o filme foi lançado pela primeira vez em Blu-ray pela Anchor Bay. No ano seguinte, foi lançado um "conjunto comemorativo do 30º aniversário", contendo as versões em DVD e Blu-ray do filme, as sequências Halloween 4: The Return of Michael Myers e Halloween 5: The Revenge of Michael Myers, e uma réplica da máscara de Michael Myers. No 35º aniversário do filme, um Blu-ray foi lançado em outubro de 2013. Este lançamento ganhou um Prêmio Saturno para melhor lançamento de filme clássico. Em setembro de 2014, a Scream Factory se uniu à Anchor Bay Entertainment para lançar um box set com todos os filmes da série Halloween (até o Halloween II de 2009), disponível em edição padrão e limitada.
O filme foi lançado pela Lionsgate Home Entertainment em uma edição em Blu-ray de ultra-alta definição para o 40º aniversário do filme.

## Remasterização
Em 2018, a LionsGate lançou a versão remasterizada em Blu-ray, com qualidade 4K HDR e HD.
Alguns serviços de streaming como: Prime video e Netflix. que possuem o titulo no seu cátalogo, apresentam a versão em HD distribuida pela LionsGate.

## Reconhecimentos
Halloween foi nomeado para o Prêmio Saturno de melhor filme de terror pela Academia de Filmes de Ficção Científica, Fantasia e Horror  em 1979, mas perdeu para The Wicker Man (1973). Em 2001, Halloween ficou em nº 68 lugar na lista 100 Years ... 100 Thrills do American Film Institute. O filme também ficou em nº 14 no The 100 Scariest Movie Moments (2004) da Bravo. Da mesma forma, a Chicago Film Critics Association o nomeou o terceiro filme mais assustador de todos os tempos. Em 2006, Halloween foi selecionado para preservação no National Film Registry dos Estados Unidos pela Biblioteca do Congresso como sendo "cultural, histórica ou esteticamente significante." Em 2008, o filme foi selecionado pela revista Empire como um dos "500 maiores filmes de todos os tempos". Em 2010, a Total Film selecionou o filme como um dos "100 maiores filmes de todos os tempos".
Listas do American Film Institute:
- AFI's 100 Years ... 100 Thrills – nº 68
- AFI's 100 Years ... 100 Heroes & Villains:
  - Michael Myers – nomeado
- AFI's 100 Years ... 100 Movies (10th Anniversary Edition) – nomeado

## Análises

### Temas
O filme tem sido frequentemente citado como uma alegoria sobre a virtude da pureza sexual e o perigo do sexo casual, embora Carpenter tenha explicado que esta não era a sua intenção: "Foi sugerido que eu estava fazendo algum tipo de declaração moral. Acredite em mim, eu não estou. Em Halloween, eu via os personagens como simplesmente adolescentes normais." Algumas críticas feministas, segundo o historiador Nicholas Rogers, "veem os filmes slasher desde Halloween como degradando as mulheres de maneira tão decisiva quanto a pornografia pesada." Críticos como John Kenneth Muir afirmam que personagens femininas como Laurie Strode sobrevivem não por "qualquer bom planejamento" ou por sua própria criatividade, mas por pura sorte. Embora ela consegue repelir o assassino várias vezes, no final, Strode é resgatada em Halloween e Halloween II apenas quando o Dr. Loomis chega para atirar em Myers.
Outras estudantes como Carol J. Clover argumentam que, apesar da violência contra as mulheres, Halloween e outros filmes de slasher transformaram as mulheres em heroínas. Em muitos filmes de slasher pré-Halloween, as mulheres são retratadas como vítimas indefesas e não estão seguras até que sejam resgatadas por um forte herói. Apesar do fato de que Loomis salva Strode, Clover afirma que Halloween inicia o papel da "final girl" que finalmente triunfa no final. Strode luta contra Myers e fere-o severamente. Se Myers fosse um homem normal, os ataques de Strode o teriam matado; até mesmo Loomis, o herói da história, que atira em Michael repetidamente com um revólver, não pode matá-lo. Aviva Briefel argumentou que momentos como o momento em que o rosto de Michael foi revelado temporariamente têm o objetivo de dar prazer ao espectador. Briefel argumenta ainda que esses momentos são de natureza masoquista e dão prazer aos homens porque eles estão voluntariamente se submetendo às mulheres do filme; eles se submetem temporariamente porque isso tornará seu retorno ainda mais poderoso. Críticos, como Pat Gill, veem Halloween como uma crítica aos valores sociais americanos. Ela comenta que as figuras parentais estão quase totalmente ausentes durante todo o filme, observando que quando Laurie é atacada por Michael enquanto cuida de uma crianças: "Nenhum dos pais, seja dos adolescentes ou das crianças que ficaram a seu cargo, telefonam para verificar como estão seus filhos."
Outro tema importante encontrado no filme são os perigos do sexo antes do casamento. Clover acredita que assassinos em filmes slasher são alimentados por uma "fúria psicossexual" e que todas as mortes são de natureza sexual. Ela reforça essa ideia dizendo que "as armas não têm lugar nos filmes slasher." Equacionar slasher com violência é importante em Halloween, segundo Pat Gill, que fez uma nota sobre isso em "The Monstrous Years": Teens, Slasher Films, and the Family". Ela comenta que os amigos de Laurie "pensam em seus empregos de babá como vantagens para bebidas é de ir para cama com seus namorados. Um a um eles são mortos... por Michael Myers, um fugitivo de asilo, que aos seis anos, assassinou sua irmã por preferir sexo a cuidar dele".
Os perigos do subúrbio é outro tema importante que percorre todo o filme e o gênero slasher em geral: Pat Gill afirma que os filmes slasher "parecem zombar das comunidades fechadas, em particular as tentativas dos pais de proteger seus filhos das influências perigosas representadas pela cidade." Halloween e os filmes slasher, geralmente, representam a parte inferior dos subúrbios. Myers foi criado num lar suburbano e depois de fugir do hospital psiquiátrico, regressa à sua cidade natal para matar novamente; Myers é um produto claramente do ambiente suburbano.
Michael é pensado por alguns para representar o mal no filme. Isto é baseado na crença comum de que o mal nunca morre ou mostra qualquer remorso. Esta ideia é demonstrada no filme quando o Dr. Loomis discute a história do Michael com o xerife. Loomis afirma: "Passei oito anos tentando encontrar [Michael Myers], e depois outros sete tentando mantê-lo preso porque eu percebi que o que estava vivendo atrás dos olhos daquele garoto, era pura e simplesmente... maldade. Loomis também se refere a Michael como "mau" quando ele rouba o carro no sanatório.
O próprio Carpenter rejeita a noção de que Halloween é uma moralidade, considerando-o apenas como um filme de terror. Segundo Carpenter, os críticos "erraram completamente o ponto".

### Elementos estéticos
O historiador Nicholas Rogers observa que os críticos de cinema afirmam que a direção de Carpenter e o trabalho de câmera fizeram de Halloween um "sucesso retumbante." Roger Ebert comenta: "É fácil criar violência nos filmes, mas é difícil fazê-la bem. Carpenter é estranhamente habilidoso." As composições do ponto de vista de primeira pessoa de Carpenter foram empregadas com estabilizador de câmeras. Junto com o filme de terror canadense Black Christmas, de 1974, Halloween fez uso de ver os acontecimentos através dos olhos do assassino.

## Legado
Halloween é um filme amplamente influente dentro do gênero terror; foi amplamente responsável pela popularização dos filmes slasher nos anos 80 e ajudou a desenvolver o gênero. O filme popularizou muitos tropo que se tornaram completamente sinônimo do gênero slasher. Halloween ajudou a popularizar o tropo final girl que refere-se a última mulher viva para enfrentar o assassino, a matança de personagens que abusam de substâncias ou sexualmente promíscuos, e o uso de uma canção temática para o assassino. Carpenter também filmou muitas cenas da perspectiva do assassino a fim de criar tensão. Esses elementos se tornaram tão estabelecidos que muitos historiadores argumentam que Halloween é responsável pela nova onda de terror que surgiu durante os anos 80. Devido à sua popularidade, Halloween se tornou um modelo de sucesso que muitos outros filmes de terror, como Friday the 13th e A Nightmare on Elm Street, seguiram. Os grandes temas presentes em Halloween também se tornaram comuns nos filmes slasher que ele inspirou. O estudioso de cinema Pat Gill observa que em Halloween há um tema de pais ausentes, mas filmes como A Nightmare on Elm Street e Friday the 13th apresentam os pais se tornando diretamente responsáveis pela criação do assassino.
Existem filmes de slasher que antecederam Halloween, como Silent Night, Bloody Night (1972), The Texas Chain Saw Massacre (1974) e Black Christmas (1974) que continham elementos proeminentes do gênero slasher; tanto envolvendo um grupo de adolescentes sendo assassinados por um estranho como tendo o tropo final girl. Halloween, no entanto, é considerado pelos historiadores como sendo o responsável pela nova onda de filmes de terror, pois não só utilizou esses tropos, como também foi pioneiro em muitos outros. Rockoff observa que é "difícil superestimar a importância de Halloween", observando seu uso pioneiro da final girl, das filmagens subjetivas do ponto de vista subjetivo e do cenário de férias. Rockoff considera o filme "o modelo para todos os slashers e o modelo contra o qual todos os filmes subsequentes são julgados."